# Maria Cioncan
Maria Cioncan (née le 19 juin 1977 à Maieru) est une athlète roumaine, spécialiste du demi-fond.
Elle remporte à la surprise générale la Coupe d'Europe d'Annecy sur 1 500 m en 2002, après avoir mené toute la course.
En 2003, elle termine 9e des Championnats du Monde de Paris sur 1 500 m et demi-finaliste sur 800 m.
Aux Jeux olympiques d'Athènes, après avoir atteint la finale du 800 m (7e), elle arrache la troisième place en finale du 1 500 m derrière Kelly Holmes et Tatyana Tomashova.
Maria Cioncan est morte le 21 janvier 2007 près de Pleven, en Bulgarie, après avoir perdu le contrôle de son véhicule alors qu'elle rentrait d'un stage de préparation en Turquie.

## Jeux olympiques
- Jeux olympiques d'été de 2004 à Athènes  Grèce:
  -  Médaille de bronze sur 1 500 m.